# 빌립 복음서

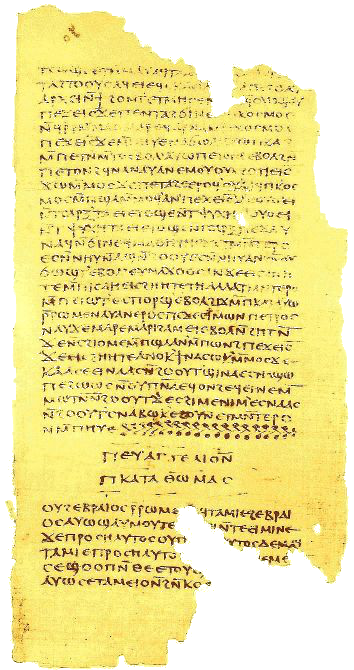

빌립 복음서 (Gospel of  Philip)는 신약 외경에 속하는 영지주의 복음서로 3세기 경에 쓰여진 것으로 전해진다. 1945년에 나그함마디 문서 중의 하나다. 항아리 속에는 13권 짜리 파피루스가 있었으며 이 중 하나가 빌립복음서이다.    토마스의 복음서와 표현 방식이 비슷하지만, 또 다른 독립된 문서로 읽혀지고 있다.
다빈치 코드 (영화)는 이 복음서를 토대로 만들어졌다고 하지만, 실제로 막달라 마리아가 예수의 아이를 낳았다는 기록은 이 복음서에 없다. 헤르만 헤세의 작품 데미안도 이 복음서와 관계가 있다고 전해진다.
이 복음서에 따르면 예수는 아담과 이브가 분리된 것을 복원시키기 위해 왔으며 인간의 원죄로부터 구원하기 위한 구절은 없다.

## 같이 보기
- 복음서 목록